# Lâu đài Bítov

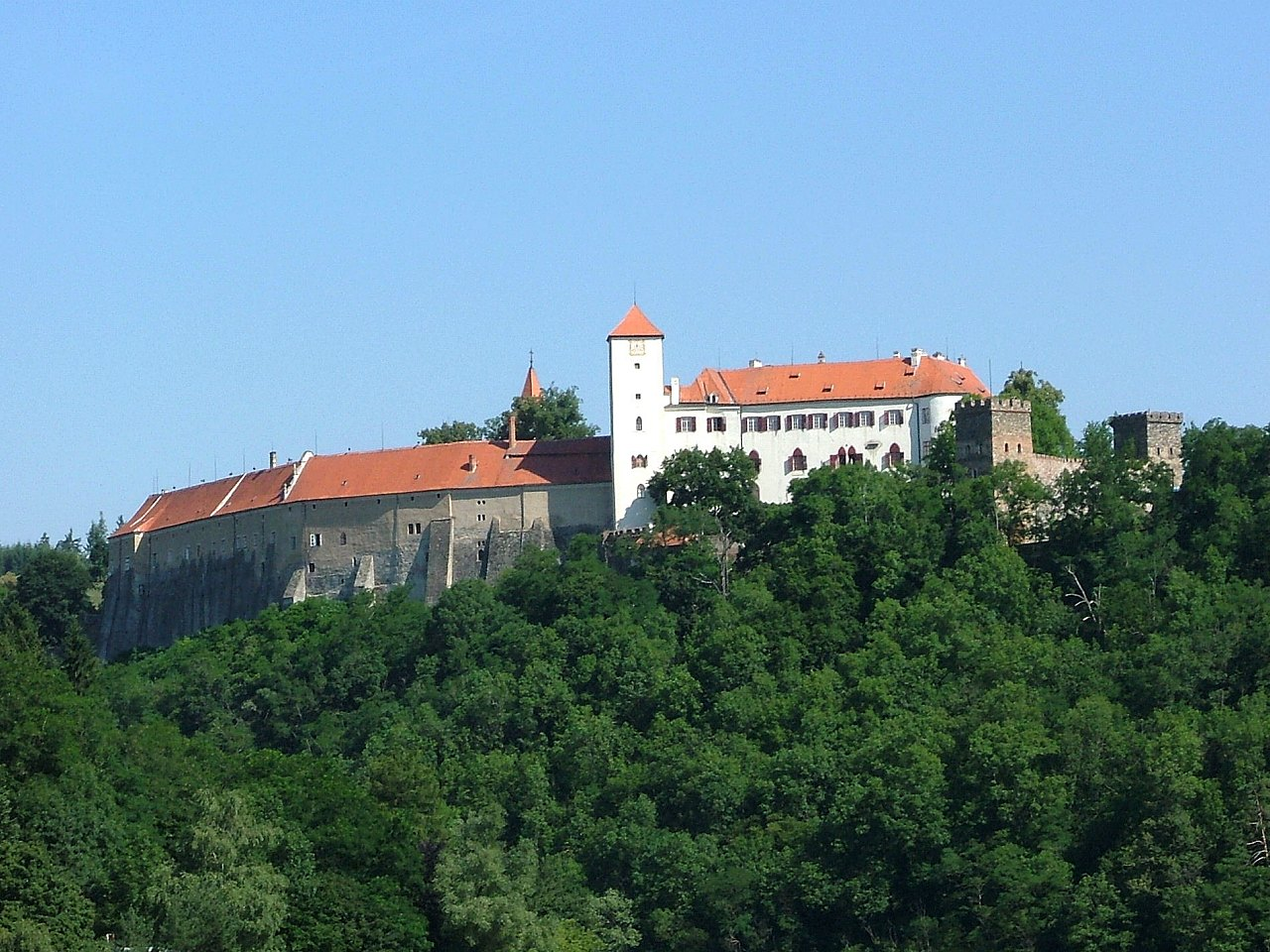
Bítov Castle

Lâu đài Bítov (tiếng Séc: Hrad Bítov, tiếng Đức: Schloss Vöttau) là một lâu đài ở làng Bítov, Cộng hòa Séc. Lâu đài được xây dựng vào thế kỷ 11 và thuộc sở hữu của nhà Přemyslid, Bítov là một trong những lâu đài Moravian lâu đời nhất và lớn nhất.
Vào nửa đầu thế kỷ 13, lâu đài được xây dựng lại. Vào thế kỷ 14, một khu vực bên trong mới được xây dựng cùng với các công sự kiến trúc Gothic muộn. Lãnh chúa của Bítov trở thành chủ sở hữu mới của lâu đài và sống ở đây trong bốn thế kỷ. Họ đã tiến hành cải tiến hơn nữa khả năng phòng thủ của lâu đài.
Vào đầu thế kỷ 19, khi nó thuộc sở hữu của Bá tước Daun, hậu duệ của Thống chế Daun, ông đã cho xây dựng lại lâu đài theo tinh thần của phong cách Lãng mạn. Vào cuối thế kỷ 20, Bítov đã trải qua quá trình tân trang mở rộng.